# Pont de Ferro (les Borges del Camp)
El Pont de Ferro és un pont del municipi de les Borges del Camp (Baix Camp) protegit com a bé cultural d'interès local.

## Descripció
És un pont d'arc amb tauler inferior d'uns 25 centímetres d'ample, per on discorre el camí que passa pel damunt de la línia del ferrocarril. Es recolza als extrems en contraforts amb el full exterior de carreus de pedra. L'estructura principal consta d'una gran biga en gelosia amb els perfils en forma de T. La part superior té forma d'arc i l'inferior, que és recte, treballa com a tirant. L'interior de les bigues és recorregut de dalt a baix per deu muntants, units entre ells per creus de sant Andreu. En quatre muntants centrals sobresurten per la part superior unint-se amb els muntants centrals de la biga paral·lela. Les baranes són dos tubs d'acer fixats entre muntants. El tauler del pont està constituït per travesses a manera de tarima que aguanten un paviment de formigó amb els forals fets amb peces de pedra. Suspeses per sota del tauler hi ha diverses canonades que donen continuïtat a les mines de reg.

## Història
El pont es va construir quan es va fer l'estació de ferrocarril, per tal de donar pas a l'antic camí de Riudoms i als recs d'aigua de diverses mines. Forma part de les obres realitzades per construir el tram de Reus a Falset, de la línia Barcelona-Madrid.